# Ambodibonara
Ambodibonara är en ort i Madagaskar. Den ligger i den norra delen av landet, 700 km norr om huvudstaden Antananarivo. Ambodibonara ligger 7 meter över havet och antalet invånare är 6 418.
Terrängen runt Ambodibonara är mycket platt. Havet är nära Ambodibonara västerut. Runt Ambodibonara är det ganska tätbefolkat, med 90 invånare per kvadratkilometer. Närmaste större samhälle är Antsohimbondrona, 11,2 km norr om Ambodibonara. Trakten runt Ambodibonara består huvudsakligen av våtmarker.